# Génave
Génave – gmina w Hiszpanii, w prowincji Jaén, w Andaluzji, o powierzchni 63,58 km². W 2011 roku gmina liczyła 646 mieszkańców.